# Гремлини 2: Ново гнездо
Гремлини 2: Ново гн(иј)ездо (енгл. Gremlins 2: The New Batch), негде и Гремлини 2: Ново легло  је амерички комични хорор филм из 1990. године, режисера Џоа Дантеа и извршног продуцента Стивена Спилберга са Заком Галиганом и Фиби Кејтс у главним улогама.
Група злонамерних Гремлина преузима високотехнолошки корпоративни небодер који припада медијском барону. Они праве пустош у целој згради док, Могвај Гизмо уз помоћ Билија Пелцера покушава да поврати контролу.

## Радња
Шест година након страшних догађаја који су се десили у њиховом родном граду, Били Пелцер (Зек Галиган) и његова вереница Кејт (Фиби Кејтс) преселили су се у Њујорк, где раде у великој компанији Клемп, смештеној у небодеру на Менхетну. Диверзификована фирма коју води Данијел Клемп (Џон Главер) опремљена најновијом технологијом, буквално прати сваки корак својих запослених. У Кинеској четврти, недалеко од небодера, живи стари продавац гдин Винг (Кеј Лук), који му је однео Гизмоа, могваја на крају претходног филма. Након Вингове смрти, Гизмо одлази да лута улицама и залута у лабораторију компаније Клемп, али је одведен у лабораторију компаније, код научника, доктора Катетера (Кристофер Ли), који спроводи експерименте на њему. Сазнавши за ово, Били покушава да спасе свог пријатеља, проваљује у лабораторију и пушта Гизмоа. Међутим, Гизмо се нехотице полива водом, што опет доводи до појаве гремлина. Убрзо се трансформишу и испуњавају цео небодер, па се догађаји развијају тако, да се чопори гремлина поново појављују слободни и сада великом граду Њујорку, прете озбиљне невоље.

## Улоге
| Глумац         | Улога                                |
| -------------- | ------------------------------------ |
| Зак Галиган    | Били Пелцер                          |
| Фиби Кејтс     | Кејт Берингер                        |
| Хауи Мандел    | Гизмо (глас)                         |
| Џон Главер     | Денијел Клемп                        |
| Роберт Проски  | Деда Фред                            |
| Роберт Пикардо | Форстер                              |
| Френк Велкер   | Мохок (глас)                         |
| Кристофер Ли   | доктор Катетер                       |
| Дик Милер      | Мари Фатерман                        |
| Џеки Џозеф     | Шила Фатерман                        |
| Хевиленд Морис | Марла Бладстоун                      |
| Тони Рендал    | паметни гремлин (глас)               |
| Геде Ватанабе  | господин Кацуџи, јапански туриста    |
| Кеј Лук        | гдин Винг                            |
| Кетлин Фримен  | Марџ, водитељка кулинарског програма |
| Дин Норис      | командир S.W.A.T. тима               |
| Рик Дукоман    | обезбеђење у Clamp Center            |
| Џо Данте       | редитељ деда Фредовог шоуа           |
| Џон Астин      | домар                                |
| Џери Голдсмит  | муштерија која купује јогурт         |
| Хенри Гибсон   | радник отпуштен због пушења          |
| Леонард Малтин | игра себе (камео)                    |
| Халк Хоган     | камео                                |
| Џон Кеподис    | шеф ватрогасаца                      |